# Artan Shkreli
Artan Shkreli (Tirana, 8 marzo 1964) è un architetto e politico albanese.

## Biografia
È nato l'8 marzo 1964 a Tirana. Si è laureato in architettura nel 1986 presso la Facoltà di Ingegneria civile dell'Università di Tirana, proseguendo in Italia a Bologna la specializzazione come "progettista assistito da CAD" e nel restauro architettonico presso lo studio Cuppini e Associati; ha inoltre frequentato a Ocrida un corso in efficienza energetica.
Dal 1998 al 2002 è stato direttore generale dell'Istituto dei monumenti culturali Gani Strazimiri.
Nel 2003 ha fondato l'organizzazione governativa Fondi Shqiptar për Monumentet per la promozione del patrimonio culturale albanese ed è stato dal 2003 al 2005 consigliere per la pianificazione urbana e il patrimonio del Primo ministro Fatos Nano. Successivamente nel 2008 è divenuto presidente dell'Associazione degli Architetti d'Albania (SHASH) ed è stato nel 2013 consigliere per il territorio del Primo ministro Edi Rama.
Dal 2017 è Viceministro delle infrastrutture e dell'energia nel secondo e nel terzo governo Rama. Nel 2018 si è detto contrario alla demolizione del Teatro Nazionale di Tirana, pur avendo deciso di non esprimere pienamente la sua opposizione.

## Vita privata
È sposato con la linguista e politica Enkelejda "Ledi" Shamku con la quale ha avuto tre figli.

## Opere
- (EN) Fatos Lubonja e Artan Shkreli, Albania's Heritage in Danger, Ginevra, Éditions du Tricorne, 2000.